# Partido di Adolfo Gonzales Chaves
Adolfo Gonzales Chaves è un dipartimento (partido) della provincia di Buenos Aires in Argentina, fondato nel 1916 e con capoluogo Adolfo Gonzales Chaves.
Secondo il censimento del 2001 il partido contava una popolazione di 12.037 abitanti, con una diminuzione del 5,6% rispetto al censimento del 1991.

## Geografia
Il partido comprende le seguenti località principali:
- Adolfo Gonzales Chaves (8.613 ab. nel 2001)[2]
- De la Garma (1.801 ab.)
- Juan Eulogio Barra (252 ab.)
- Vásquez (35 ab.)

## Origine del nome
Il nome del partido proviene dal suo capoluogo, che a sua volta è intitolato ad Adolfo Gonzales Chaves, un proprietario terriero e politico argentino.

## Società

### Evoluzione demografica
Al 2022 il dipartimento conta 12914 abitanti, rappresentando un incremento del 7,2% rispetto ai 12047 abitanti del censimento precedente, datato 2010.

## Economia
L'economia del dipartimento è strettamente legata all'agricoltura, che vede i suoi principali prodotti in grano, mais, girasoli, orzo, avena e lino. Sono presenti anche industrie relative a lavori rurali tradizionali come falegnami, muratori e fabbri.

## Amministrazione
| Intendente                | Mandato                             | Partito | Elezioni |
| ------------------------- | ----------------------------------- | ------- | -------- |
| José Luis Vissani         | 10 dicembre 1983 - 10 dicembre 1987 | PJ      | 1983     |
| Aldo Osmar Pose           | 10 dicembre 1987 - 10 dicembre 1991 | UVGC    | 1987     |
| Elba Neli Álvarez         | 10 dicembre 1991 - 10 dicembre 1995 | UCR     | 1991     |
| Carlos Américo González   | 10 dicembre 1995 - 10 dicembre 1999 | PJ      | 1995     |
| Carlos Américo González   | 10 dicembre 1999 - 10 dicembre 2003 | PJ      | 1999     |
| Luis Daniel Vissani       | 10 dicembre 2003 - 10 dicembre 2007 | UVGC    | 2003     |
| Luis Daniel Vissani       | 10 dicembre 2007 - 10 dicembre 2011 | UVGC    | 2007     |
| José Alberto Martinez     | 10 dicembre 2011 - 10 dicembre 2015 | UVGC    | 2011     |
| Eduardo Marcelo Santillán | 10 dicembre 2015 - 10 dicembre 2019 | PJ      | 2015     |
| Eduardo Marcelo Santillán | 10 dicembre 2019 - 10 dicembre 2023 | PJ      | 2019     |
| Miriam Lucía Gómez        | 10 dicembre 2023 - in carica        | UCR     | 2023     |